# Plebejus argiva
Plebejus argiva är en fjärilsart som beskrevs av Otto Staudinger 1886. Plebejus argiva ingår i släktet Plebejus och familjen juvelvingar. Inga underarter finns listade i Catalogue of Life.